# 库卢尼埃-沙米耶
库卢尼埃-沙米耶（法語：Coulounieix-Chamiers，法語發音：[kulunjɛ ʃamje]）是法国多尔多涅省的一个市镇，位于该省中部，省会佩里格市区西南，属于佩里格区，也是佩里格城市公共社区的一部分。

## 地理
库卢尼埃-沙米耶（45°11'11"N, 0°41'29"E）面积21.7 平方千米，位于法国新阿基坦大区多爾多涅省，该省份为法国西南部内陆省份，是法國本土面积第三大的省，大致对应佩里戈尔地区，北起顺时针与夏朗德省、上维埃纳省、科雷兹省、洛特省、洛特-加龙省、吉倫特省和滨海夏朗德省接壤。
与库卢尼埃-沙米耶接壤的市镇（或旧市镇、城区）包括：佩里格、库尔萨克、伊勒河畔马尔萨克、萨尼亚克、伊勒河畔拉扎克。

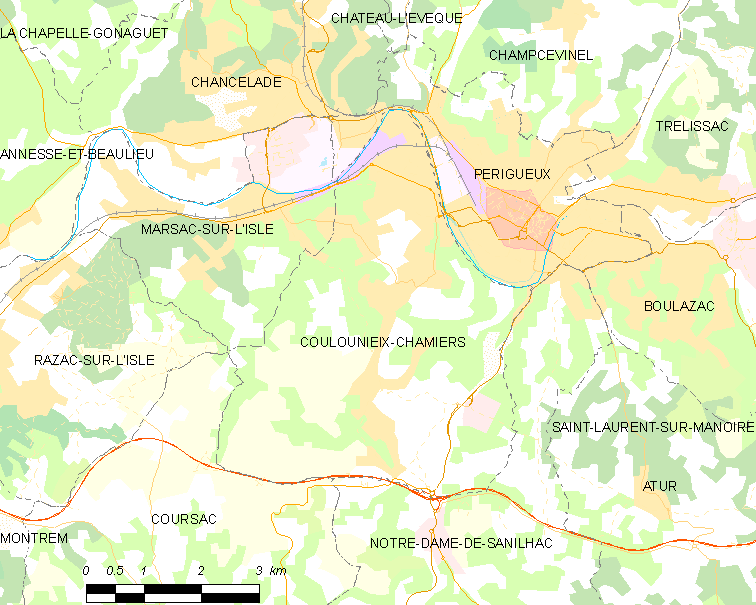
库卢尼埃-沙米耶的OSM定位图

库卢尼埃-沙米耶的时区为UTC+01:00、UTC+02:00（夏令时）。

## 行政
库卢尼埃-沙米耶的邮政编码为24660，INSEE市镇编码为24138。

## 政治
库卢尼埃-沙米耶所属的省级选区为库卢尼埃-沙米耶县。

## 人口

1962-2008年间库卢尼埃-沙米耶人口变化图示

库卢尼埃-沙米耶于2022年1月1日时的人口数量为7537人。